# Armstrong Siddeley
Armstrong Siddeley – dawne brytyjskie przedsiębiorstwo branży motoryzacyjnej i lotniczej. Zajmowało się między innymi produkcją samochodów i silników lotniczych.
Przedsiębiorstwo przechodziło w okresie swego istnienia znaczne przekształcenia własnościowe. John Davenport Siddeley założył w 1902 firmę Siddeley Autocar, wytwarzające małe samochody osobowe na wzór Peugeota. W 1905 roku połączył się z zakładami Wolseley`a tworząc markę Wolseley Siddeley, popularną wśród brytyjskiej arystokracji. W 1909 Siddeley rozwiązał umowę z Wolseley`em i kupił zakłady Dease Motor Car Manufacturing. Wówczas spółka została nazwana Siddeley Deasy. Wówczas przyjęto jako logo wizerunek Sfinksa. W czasie I wojny światowej produkowano ciężarówki, ambulansy a następnie silniki lotnicze.
W 1919 roku przedsiębiorstwo zostało wykupione przez koncern Armstrong Whitworth z Newcastle upon Tyne i powstała firma Armstrong Siddeley Motors Ltd. z Siddeley`em jako dyrektorem zarządzającym. W 1927 nawiązano współpracę z zakładami Vickers i powstał koncern Vickers-Armstrong. Wówczas Siddeley przejął spółki Armstrong Siddeley oraz Armstrong Whitworth Aircraft zajmujące się przemysłem motoryzacyjnym oraz lotniczym. W koncernie Vickers pozostał dział zbrojeniowy. W 1928 firma Siddeley`a odkupiła zakłady Avro od spółki Crossley.
Armstrong Siddeley wytwarzał samochody osobowe wyższej klasy, silniki lotnicze oraz samoloty. W połowie lat trzydziestych zakłady zostały kupione przez Hawker Aircraft i utworzono spółkę Hawker Siddeley. Armstrong Whitworth Aircraft stały się częścią zakładów Hawker; a Armstrong Siddeley Motors - zakładów Hawker Siddeley.
Marka samochodów Armstrong Siddeley utrzymała się na rynku do lat 1959 - 1960, gdy została kupiona przez koncern Bristol Aeroplane Company i dołączona do Bristol Aero Engines. Powołano wówczas spółkę Bristol Siddeley. W zakładach Armstrong Siddeley wytwarzano samochody osobowe do roku 1960. Zaś w 1966 Bristol Siddeley połączył się z koncernem Rolls-Royce. Potem dział lotniczy włączono do British Aerospace, a z czasem do BAE Systems. Prawa do marki Armstrong Siddeley nabyło zrzeszenie Armstrong Siddeley Owners Club Ltd., które odkupiło je od koncernu Rolls-Royce w 1972 roku.

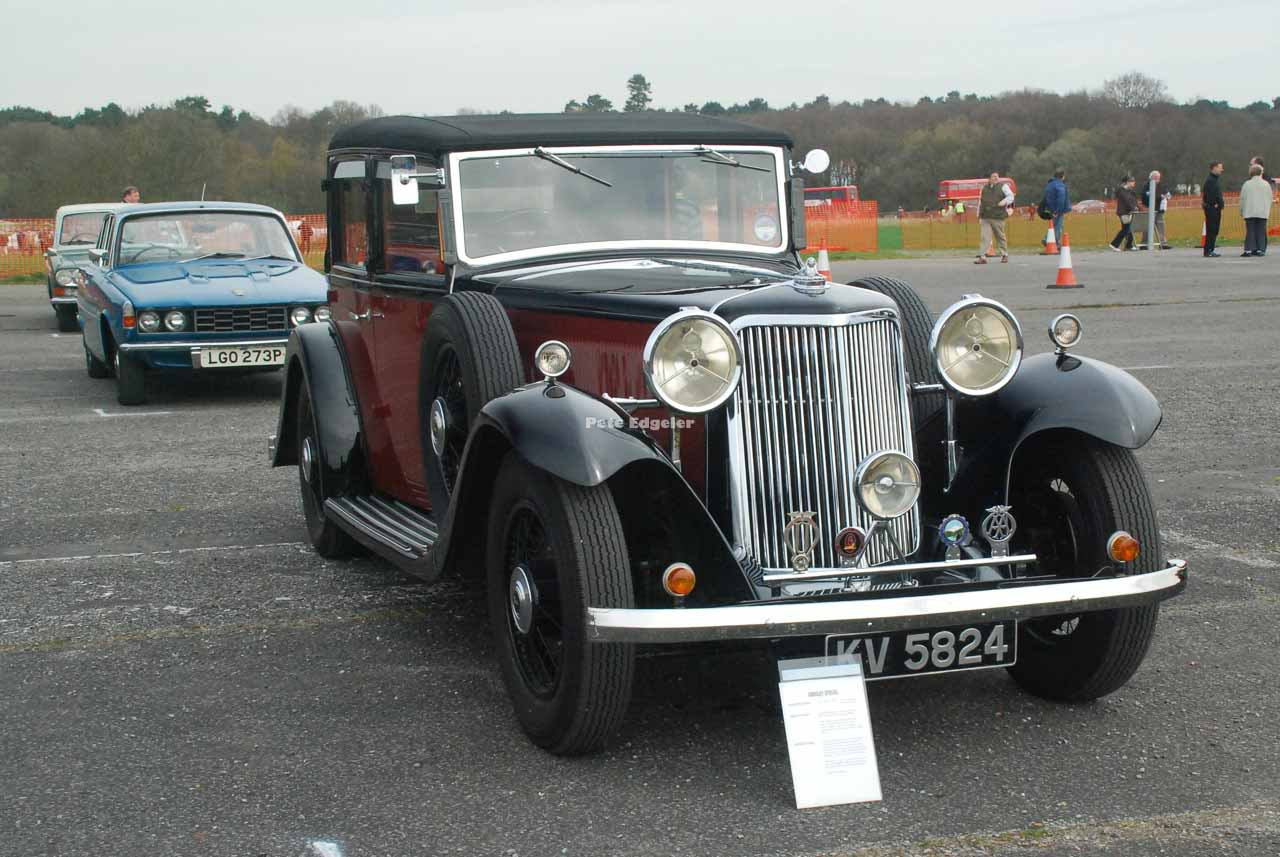
Model 30 HP 5-Litre Special Six Saloon (1932)
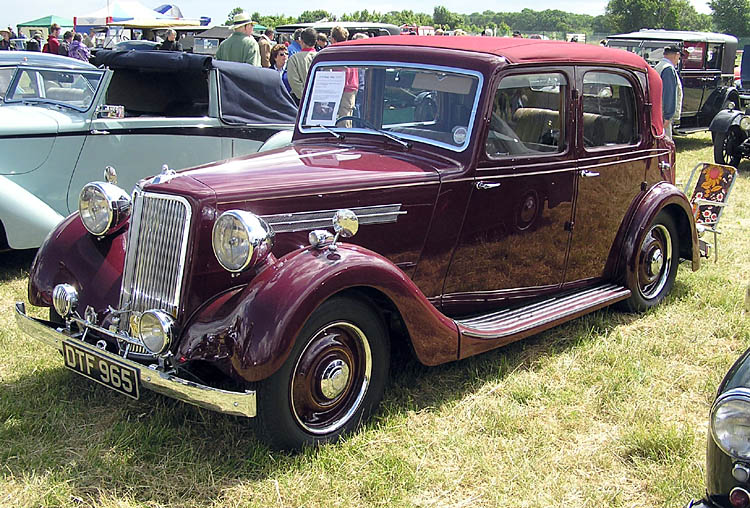
Model 16 HP 2 Litre Saloon (1939)
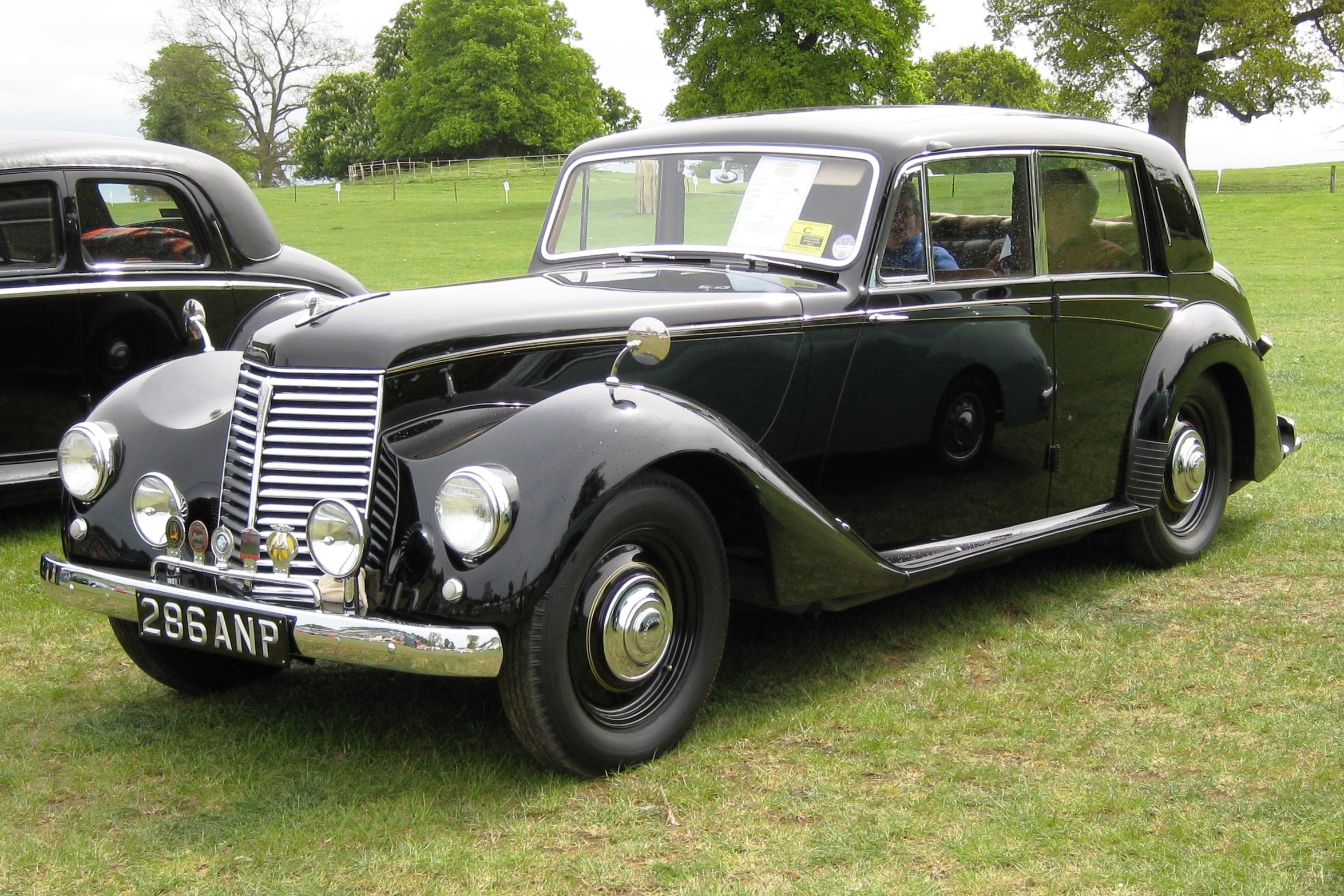
Model Whitley (1949 - 1954)
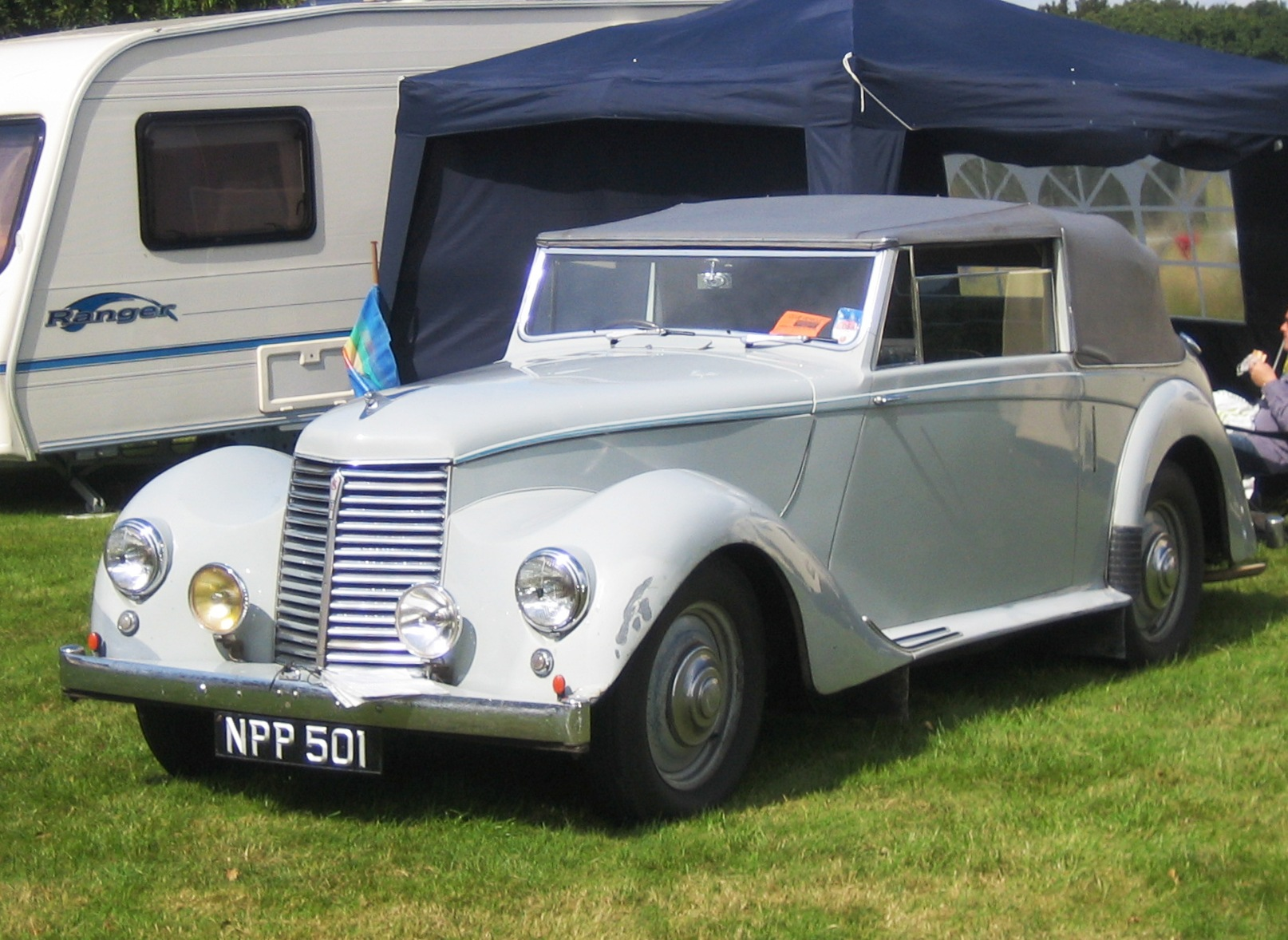
Model Hurricane Drophead Coupé (1950)
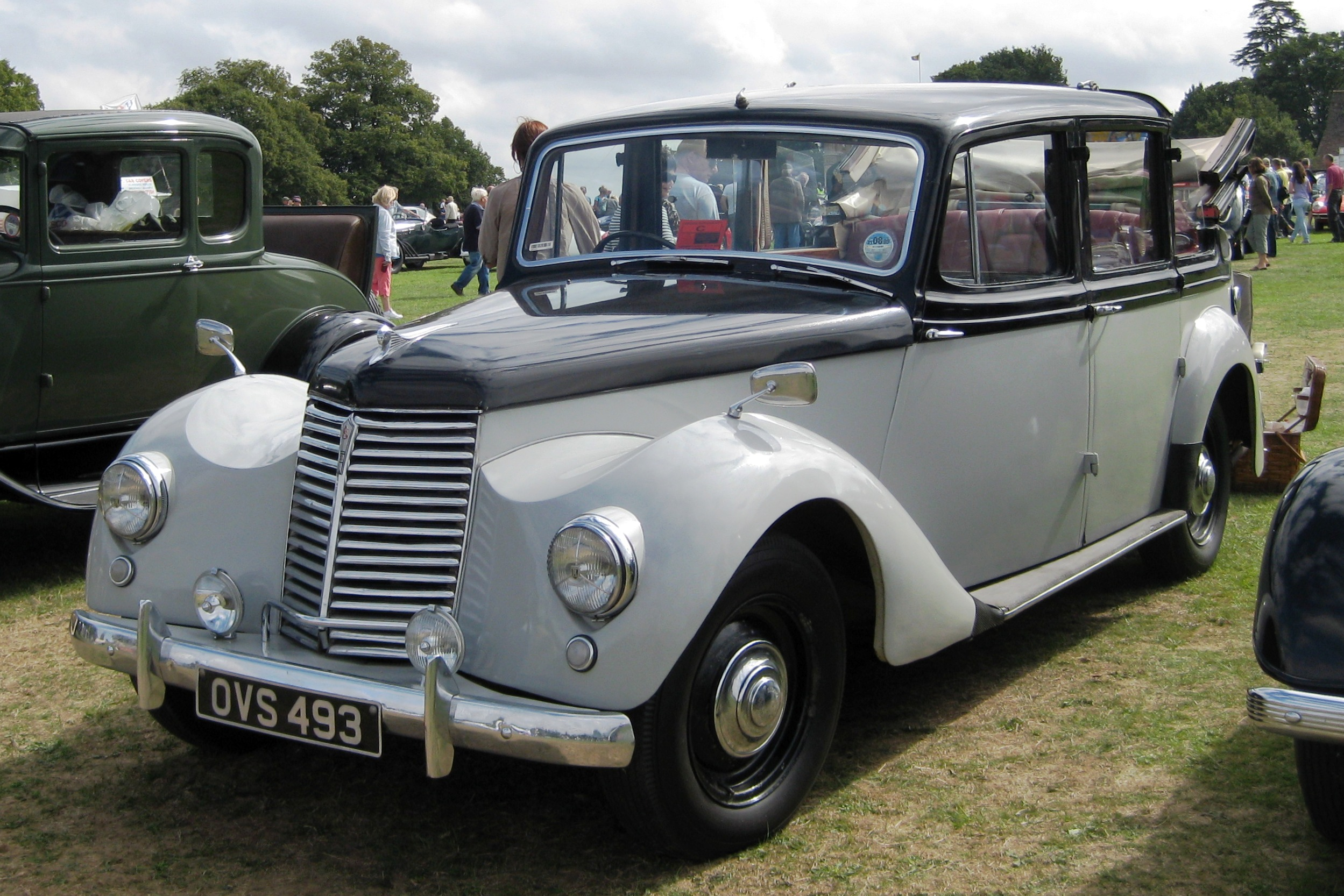
Model Lancaster Landaulette (1951)
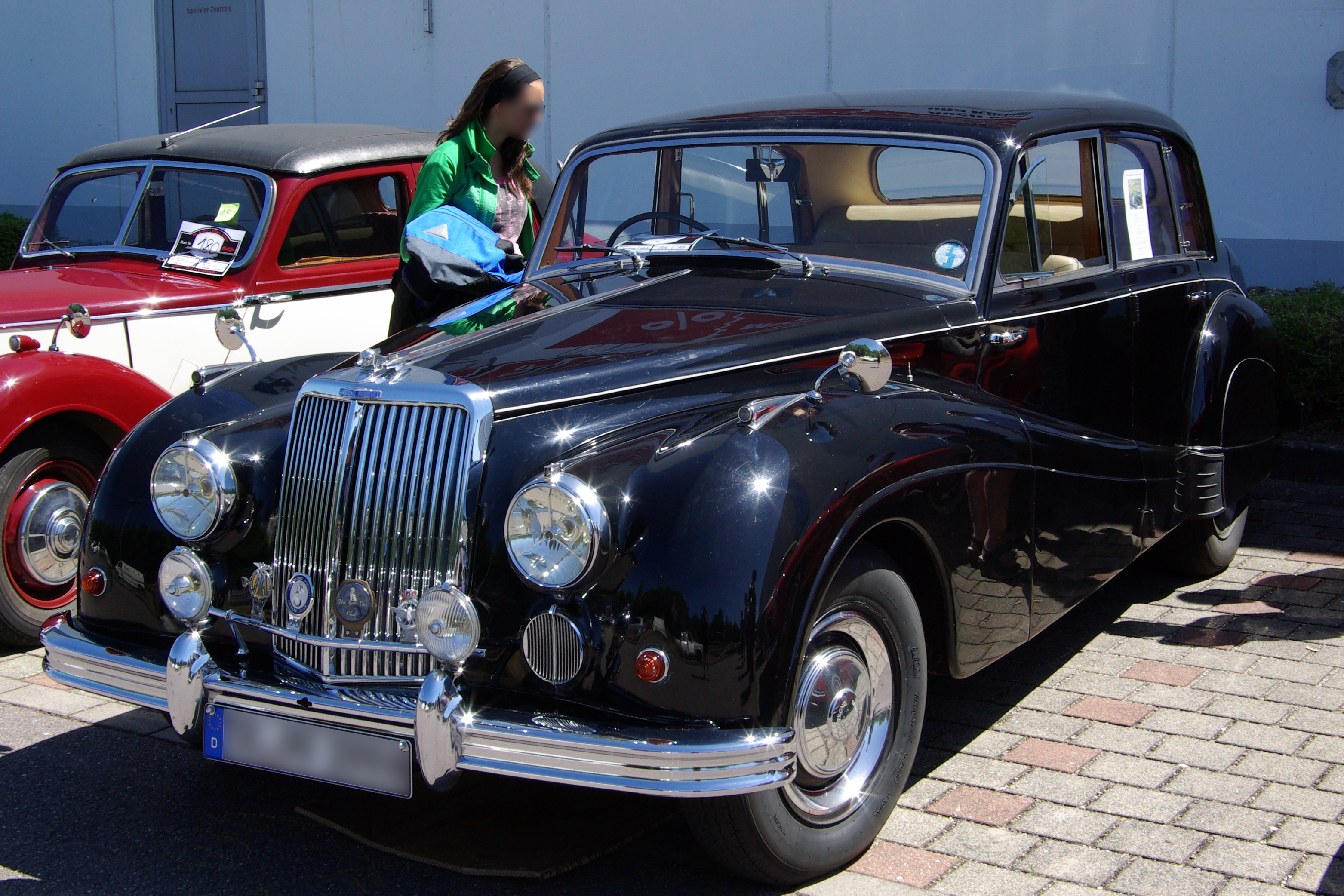
Model Saphire 346 (1956)
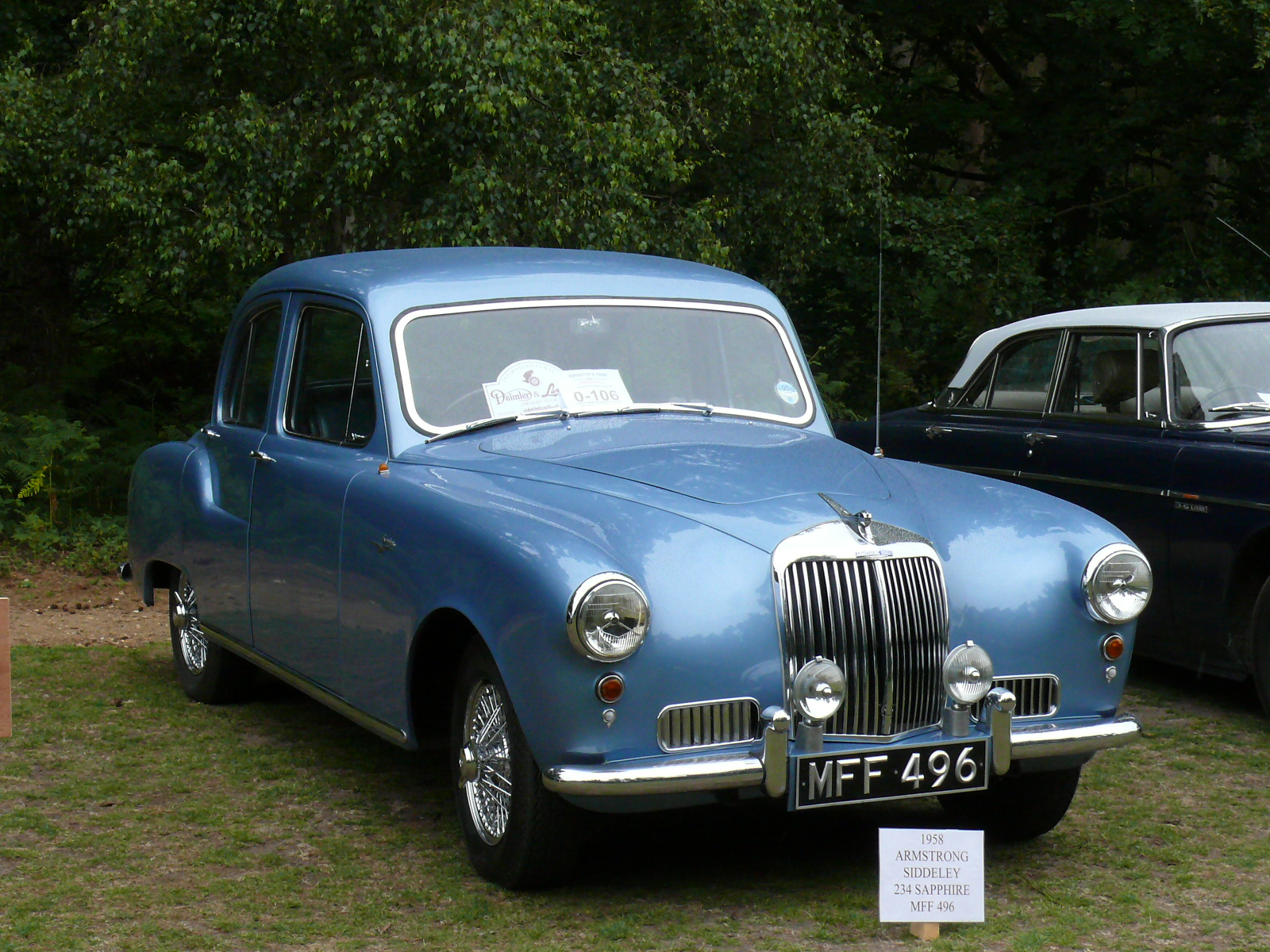
Model Saphire 234 (1958)
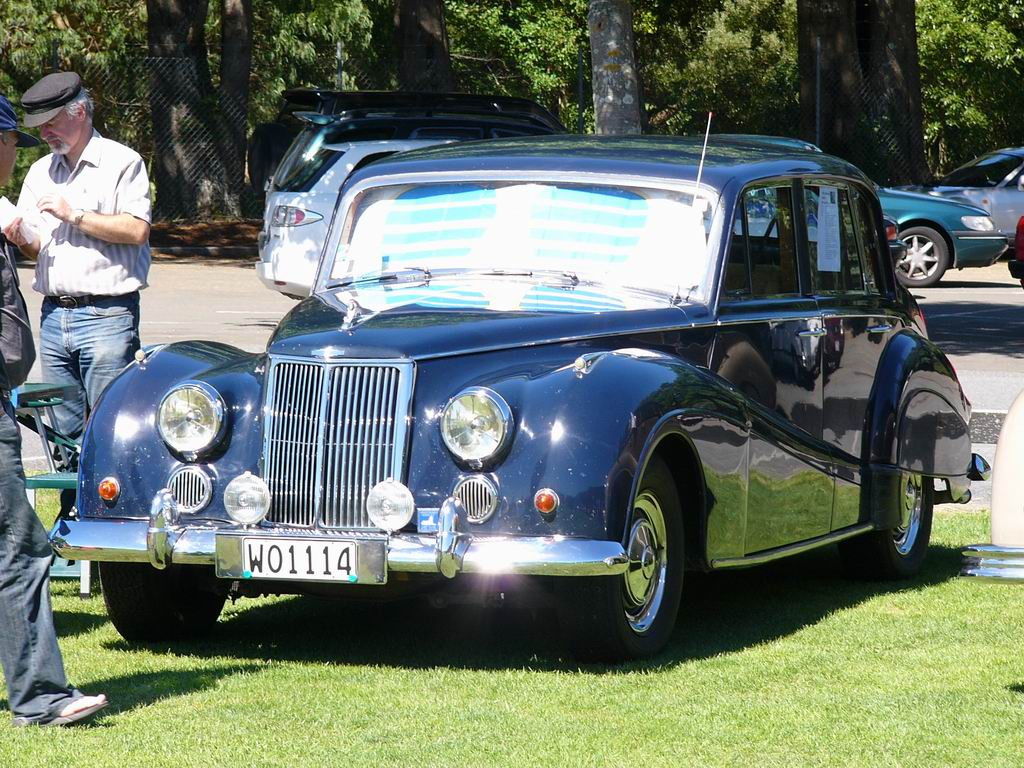
Model Star Saphire (1959)